# Marnardal
Marnardal és un antic municipi situat al comtat de Vest-Agder, Noruega. Té 2.290 habitants (2016) i té una superfície de 395 km². El centre administratiu del municipi és el poble homònim.